# Анзак, высадка десанта в 1915 году
«Анзак, высадка десанта в 1915 году» (англ. Anzac, the landing 1915) — картина австралийского художника Джорджа Вашингтона Ламберта, написанная в 1920—1922 годах. Картина изображает высадку в бухте Анзак десанта из состава Австралийского и новозеландского армейских корпусов (АНЗАК) 25 апреля 1915 года в ходе Дарданелльской операции во время Первой мировой войны. Полотно находится в Австралийском военном мемориале в Канберре.

## Описание
На картине изображены «австралийские войска, поднимающиеся по гребню к плато Плугге, Сфинксу, Уокер-риджу и Бэби 700 на горизонте, крутом скалистом склоне холма на Галлипольском полуострове».
Взгляд зрителя проходит по полотну вперёд и вверх, следуя по пути людей: на горизонте виднеются фигуры, бегущие по открытой местности. Взгляд скользит по зубчатому контуру утёса на другой стороне ущелья и маленькому облаку, вероятно, являющегося артиллерийским разрывом. Верхняя половина картины почти лишена человеческих фигур, преобладают только неровные и крутые края скал. Внизу виден пляж, где на узкий берег высаживаются десантники. Художнику удалось создать впечатление бесконечно повторяющейся киноленты, когда всё больше мужчин высаживаются, взбираются по склонам в правом верхнем углу картины.
Картина имеет угол обзора около 240°, то есть больше, чем человеческий глаз способен охватить с одного взгляда. На ней также показаны группы солдат, которые одновременно высаживаются на берег, взбираются и достигают горного гребня. Ламберт чувствовал, что это искажение пространства и времени необходимо, чтобы показать всю историю высадки, уравновешивая необходимость мгновенно интерпретировать высаживание с требованием быть точным и оправдать общественное доверие, что его картина является правдивой записью события. Ламберт проявил художественную вольность в некоторых деталях, в частности, показывая австралийские войска в широкополых шляпах, а не изображая некоторых в кепках, которые носили австралийские военнослужащие в те дни.

## История
Картина была заказана в 1919 году за 500 фунтов стерлингов Верховной комиссией Австралии в Лондоне в рамках официальной программы военного искусства. Ламберт начал работу над полотном в Лондоне и завершил его в 1922 году. Оно было представлено в День АНЗАК 25 апреля 1922 года в Мельбурне. Работа сразу же стала популярной. За первую неделю её посмотрели более 14 тыс. зрителей выставки, а к моменту закрытия выставки в 1924 году — более 770 тыс..
«Посетители музея … жалуются на недостаток огня, действия и ужасов войны, но, судя по фактам … мы должны признать, что люди в таком снаряжении, как эти люди, продвигаются вверх в этом конкретном месте без всякого представления о том, где находится враг, и о том, что им нужно делать, будут выглядеть именно так, как этот рой карабкающихся муравьёв, независимо от того, насколько быстро, мучительно и с трудом они поднимаются вверх по неровной земле через колючие кустарники», — писал Джордж Ламберт.
Художник и критик Александр Колкухун в современной рецензии заявил, что работа Ламберта продемонстрировала «редкое драматическое и художественное мастерство» и «говорит … о декларации жертв и достижений так, как не сделала ни одна другая военная картина».